# Карпов, Григорий Иванович
Ка́рпов Григо́рий Ива́нович (1824 — 29 июня [12 июля] 1900) — российский архитектор, епархиальный архитектор Санкт-Петербурга.

## Биография
В 1848 году окончил Санкт-Петербургское строительное училище, после чего был определён архитекторским помощником в чертёжную I округа путей сообщения. Работал архитектором Александро-Невской лавры. В 1858 году назначен архитектором, с 1861 года — епархиальный архитектор Санкт-Петербурга. Занимался реконструкцией и ремонтом столичных храмов. По проектам Карпова в Санкт-Петербурге построено десятки доходных домов, производственных, торгово-складских и других зданий. 
Состоял почётным членом С.-Петербургского совета детских приютов, членом хозяйственно-технического комитета Императорского человеколюбивого общества (с 1875 года). Имел награды: орден Святого Станислава 1-й степени, орден Святой Анны 2-й степени, орден Святого Владимира 3-й степени. В 1866 году удостоен Высочайшего благоволения за особенные труды к прекращению бывшей в 1865 году в Петербурге холеры.
С 1894 года в отставке и не занимался практической деятельностью. Скончался 29 июня (12 июля) 1900 года. Похоронен в Феодоровской церкви Александро-Невской лавры (могила не сохранилась).

## Проекты и постройки
- Спасо-Преображенский собор на острове Валаам (1856);
- Церковь Троицы Живоначальной на городском русском кладбище, Кронштадт (1862—1865)[7];
- Церковь Пресвятой Троицы в киновии Александро-Невской лавры (1861—1868);
- Церковь Святого Николая Чудотворца на Никольском кладбище (1868—1871);
- Реконструкция собора Преображения Господня в Выборге (1863—1866);
- Церковь Святого апостола Андрея Первозванного в деревне Палкеала (ныне деревня Замостье Приозерского р-на) совместно с архитектором Н. И. Ржановым (1864—1865, не сохранилась);
- Церковь Святого Николая Чудотворца в Большой Ижоре в соавторстве с архитектором А. Я. Силиным (1868—1869, не сохранилась);
- Церковь Святого прп. Сергия Радонежского в деревне Большая Ящера (1871—1872, не сохранилась);
- Церковь Успения Пресвятой Богородицы в деревне Лукинское (1882—1892);
- Собор Воскресения Христова в Луге совместно с архитектором В. В. Виндельбандтом (1873—1887)[8].

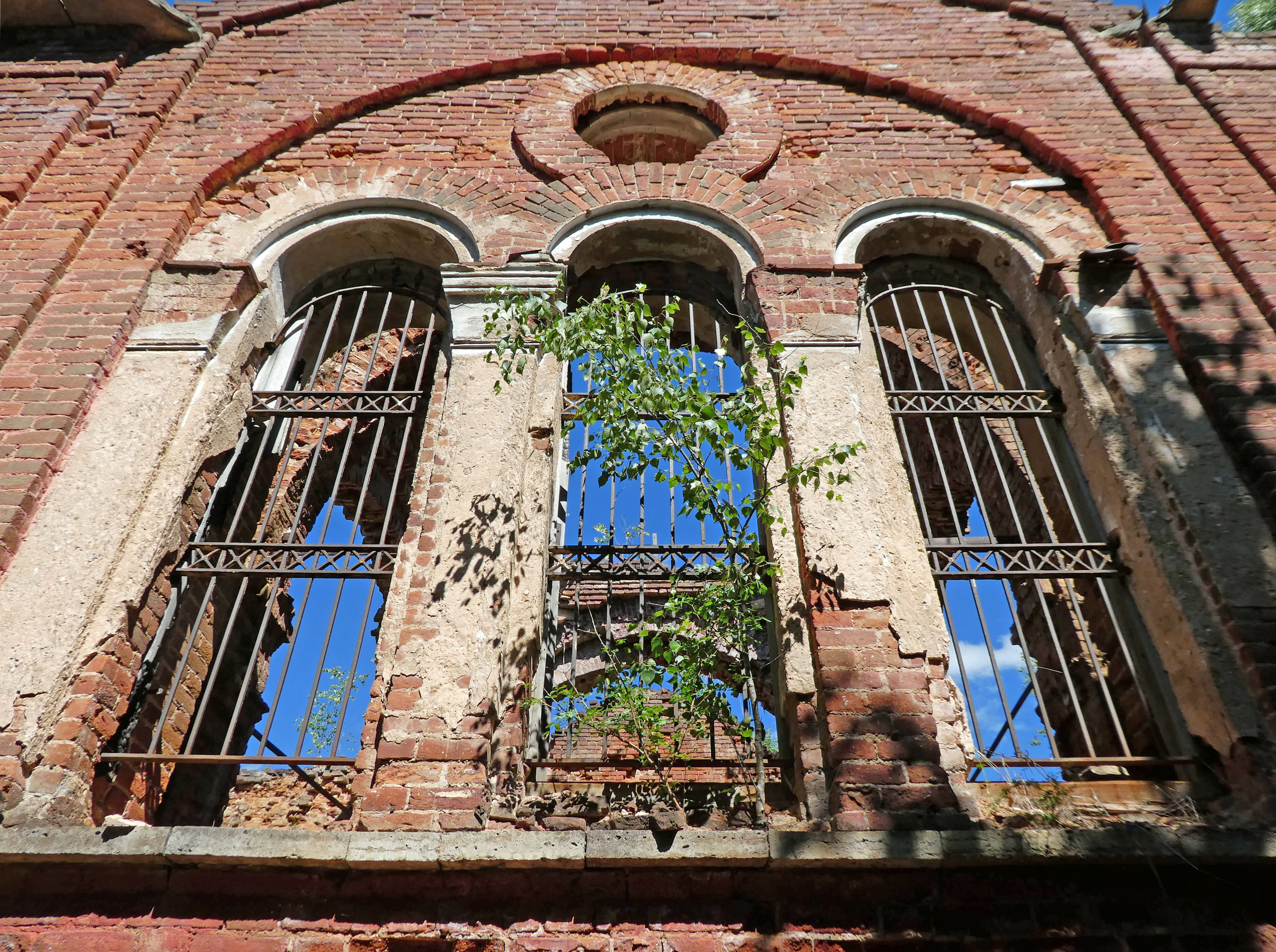
Развалины церкви Святого прп. Сергия Радонежского в деревне Большая Ящера
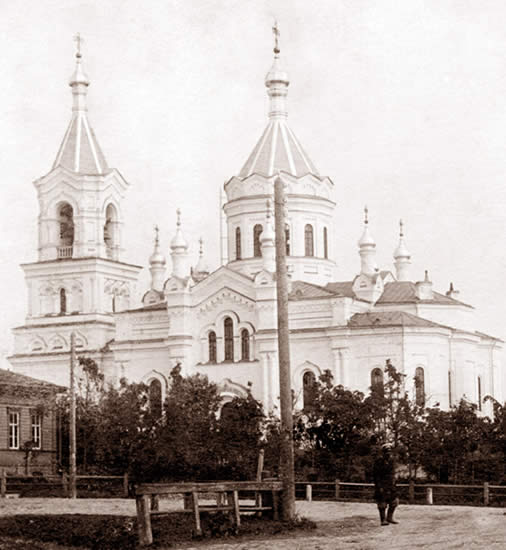
Собор Воскресения Христова в Луге
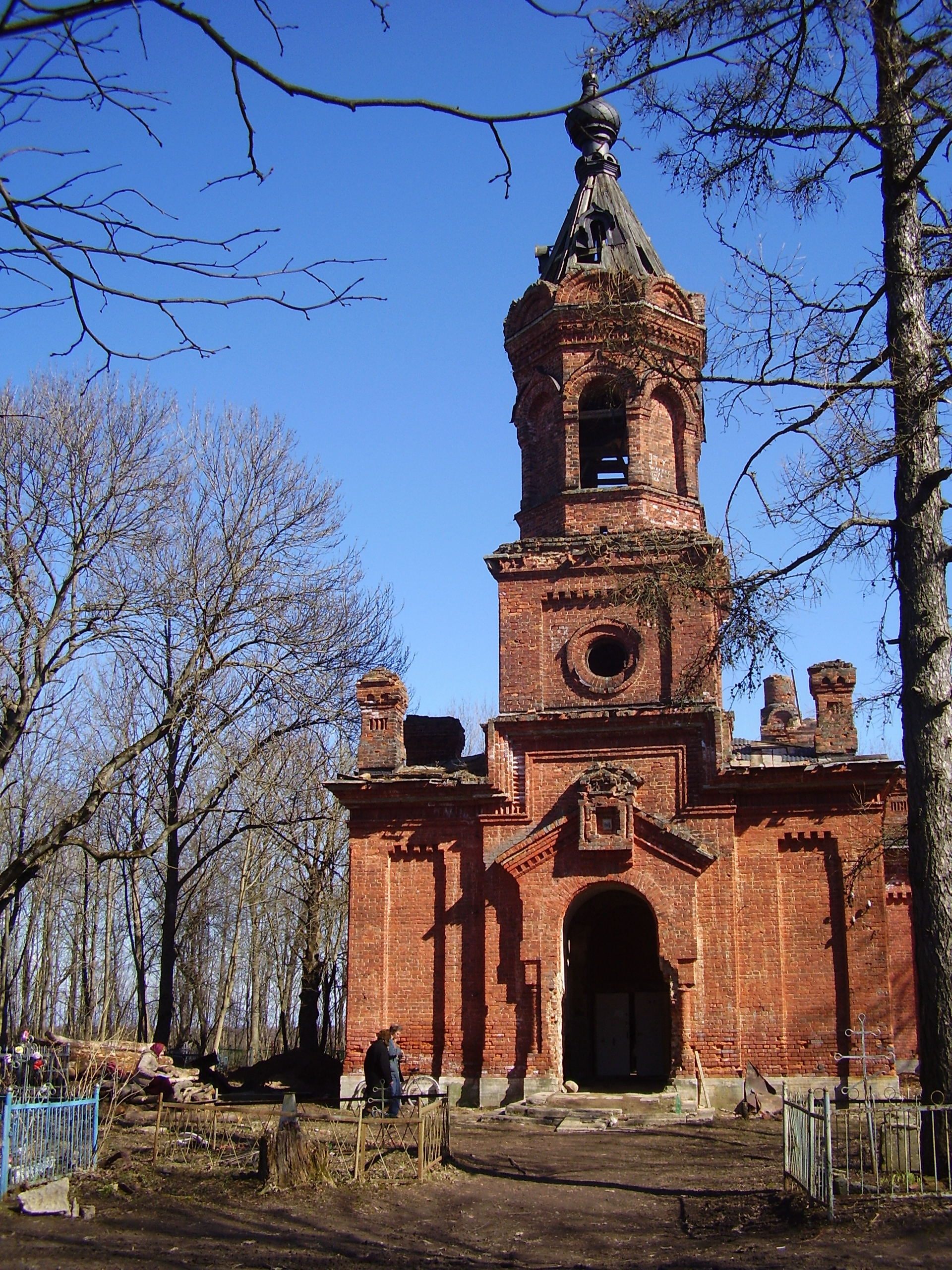
Церковь Успения Пресвятой Богородицы в деревне Лукинское